# TeamSpeak
TeamSpeak — пропрієтарний VoIP застосунок для аудіозв'язку між користувачами на каналі чату, схожий на конференц-зв'язок. Користувачі зазвичай використовують навушники з мікрофоном. Клієнт під'єднується до сервера в TeamSpeak й (за вибором користувача) може приєднатися до чат-каналу.
Цільова авдиторія TeamSpeak — геймери, які можуть використовувати програмне забезпечення для спілкування з іншими гравцями, що знаходяться в одній команді багатокористувацької відеоігри.
Варто відзначити, що подібні сервіси можуть бути реалізовані всередині самих ігрових додатків, де спілкування учасників і координація дій вкрай необхідні для ігрового процесу. Існують програми зі схожим набором функцій, зокрема Ventrilo, Skype, Roger Wilco, Mumble, TeamTalk, Raidcall, Discord.
Для повноцінної роботи з TeamSpeak користувачеві потрібні навушники або колонки та мікрофон. Для вимови фраз доступні два способи активації мікрофона: кнопкою клавіатури або миші (англ. push to talk) і голосом (англ. voice activation). Учасник, який активував мікрофон, позначається індикатором яскраво-синього кольору, а користувач, який мовчить, має значок темно синього кольору. Учасники також можуть ставити собі статуси, що відключають прийом або передачу звуку, або просто інформують про те, що людина вийшла.
Щоб користуватися TeamSpeak, необхідно знати адресу сервера, на якому встановлена серверна частина програми, і пароль, якщо він потрібний для з'єднання. Під'єднавшись до сервера, користувач потрапляє в канал за замовчуванням, якщо при підключенні не був вказаний шлях у конкретний підканал. Весь сервер являє собою кореневу ієрархічну систему каналів і підканалів, кожен із яких може мати власного модератора або супермодератора, а також свій рівень доступу, відмінний від інших каналів. Процес спілкування являє собою конференцію в реальному часі, у якій говорять можуть вимовляти репліки одночасно, часом заглушаючи один одного. Щоб уникнути цього, кожен учасник може заблокувати особисто для себе звук від іншого учасника.

## Історія версій

### TeamSpeak Classic
Програма TeamSpeak Classic (також відома як TeamSpeak 1.5) — була випущена в жовтні 2001 року і створила основу для майбутніх версій програм. Випущена, як «Freeware», перша версія TeamSpeak включала в себе клієнт-сервер; клієнт, безпосередньо для спілкування, дружній з фаєрволом; кілька каналів; адміністрування користувачів, а також крос-платформенну підтримку для Windows і Linux.Сьогодні продукт TeamSpeak Classic більше не підтримується.

### TeamSpeak 2
Зручніша для телефонів.

### TeamSpeak 3
19 грудня 2009 почалося відкрите бета-тестування програми. Основні нововведення: 
- Покращена якість звуку.
- Додані нові кодеки.
- Додана можливість передавання файлів.
- Нове оформлення програми.

10 серпня 2011 вийшла фінальна версія TeamSpeak 3.0 для ОС: Windows, Linux і MacOS.
Також після виходу лінійки TeamSpeak 3.x доступні версії для мобільних пристроїв, які працюють під управлінням ОС Android та iOS.